# Linda Park (personaggio)
Linda Jasmine Park-West la più nota come Linda Park, è un personaggio immaginario dell'Universo DC. Apparve per la prima volta in Flash (seconda serie) n. 28. Linda è coreano-americana, sebbene alcuni artisti erroneamente la raffigurino come caucasica. È conosciuta ai più per essere la ragazza e più tardi la moglie di Wally West.

## Biografia del personaggio
Linda Park è una reporter televisiva di Keystone City e aveva regolarmente a che fare con Flash, che a lei non piaceva; durante il loro incontro iniziale, continuava a dar addosso a Flash per le recenti migliaia di dollari di danni causati dalla sua battaglia con Porcupine Man. Nonostante ciò, Linda e Wally divennero amici nel loro primo lavoro per il Canale 4 KMFB di Keystone City, quando fecero squadra per investigare sul Celestial Enlightenment Ranch, un falso ranch da ritiro spirituale. Dopo che Wally aiutò Linda con la sua apparente possessione di uno spirito di un bardo irlandese di ottocento anni di nome Seamus O'Relkig, cominciarono ad essere più intimi e iniziarono a uscire. L'amore di Flash per Linda lo allontanò molte volte dalla Forza della velocità. Dopo molti ostacoli - come quando Wally fu quasi ucciso dal Flash Nero e Linda fu rapita e tutte le sue memorie furono cancellate da Abra Kadabra - si sposarono.
Linda divenne poi una degli ospiti del programma televisivo The Scene, che è simile al programma (reale) The View. I suoi ospiti includevano Vicki Vale, Tawny Young e Lia Briggs. Furono mostrati due episodi in cui intervistarono Wonder Woman sulla sua carriera, che fu poi il titolo di quei numeri del fumetto. Poco dopo, Linda abbandonò la carriera giornalistica, la sua relazione con Wally l'aveva resa incapace di riconciliare il diritto dei cittadini di conoscere la possibilità dei supereroi di risolvere la situazione prima che le persone comincino ad aver paura, invece di studiare medicina con l'intenzione di diventare un pediatra.
Presto Linda restò incinta di due gemelli, ma durante i primi mesi di gravidanza fu attaccata da Zoom, che ne causò l'aborto. Dopo che Zoom fu sconfitto, Wally chiese allo Spettro di rimuovere l'identità di Flash dalla mente di tutti ma la mancanza di controllo dello Spettro da parte di Hal Jordan fece sì che anche Wally e Linda dimenticarono chi fosse Flash. Dopo che tornò a ricordare, Linda partì per pensare sulla sua vita. Ritornò da Wally dopo aver passato via qualche tempo. Una battaglia tenutasi poco dopo tra Wally e Zoom restituì spontaneamente la gravidanza a Linda quando Zoom e Flash viaggiarono indietro nel tempo al momento della loro battaglia iniziale. Zoom involontariamente urtò il boom sonico generato dal suo sé futuro e quindi proteggendo Linda dal tragico attacco, dandole così l'opportunità di partorire i gemelli al momento in cui Wally tornò al futuro.
In Crisi infinita #4, una battaglia con Superboy-Prime causò la scomparsa di Wally. Wally apparve a Linda, dicendole che era scomparso. Tenendo i gemelli, lei lo baciò e scomparirono.
Fu più tardi rivelato da Bart, ritornato dalla Forza della velocità, che Linda era ancora viva, anche se in una Keystone City di una realtà alternativa, dove il tempo sembrava scorrere più velocemente. Qui crebbe i suoi bambini con suo marito.
Recentemente, sette membri della Legione dei Supereroi pre-Crisi furono scoperti nel XXI secolo dalla Justice League of America. I sette Legionari furono mandati indietro nel tempo per una missione segreta, in cui utilizzarono sette parafulmini, che sarebbero stati colpiti da un fulmine, uccidendo un membro e resuscitandone un altro. La Legione riuscì nella sua missione e sorprendentemente tutti e sette i Legionari sopravvissero. Tuttavia, ci fu un bonus inaspettato. Wally, Linda e i gemelli intendevano cavalcare il fulmine e ritornare al loro mondo di origine, sani e salvi. In All Flash #1, i nomi dei gemelli West fu rivelato essere Iris e Jai.
In The Flash #231, fu rivelato che, nei tre mesi del loro esilio, la famiglia West visse su unpianeta alieno che fu precedentemente salvato da Flash. Linda ha esteso la sua conoscenza medica con la tecnologia avanzata degli alieni, ottenendo in tal modo le competenze necessarie a stabilizzare i poteri velocizzanti dei suoi figli.

## Altre versioni
In Lord Havok e The Extremist #3, una versione di Linda con i poteri di Flash, viene mostrata come un membro dell'armata del Monarca.

## Apparizioni in altri media
Linda Park apparve in un episodio di Justice League Unlimited ("nell'episodio "Flash & Substance"), come reporter inviato all'apertura del Museo di Flash. Sebbene tentasse di nasconderlo, ha una grande cotta per lui. La sua voce è quella di Kim Mai Guest.
- Apparve anche nell'episodio #38 della serie animata Justice League. Intende chiedere a Flash un appuntamento, pur smentendo i suoi sentimenti per lui.

Linda appare anche in Adventures in The DC Universe, giocando un ruolo importante in molti numeri.
Una reporter di nome Linda Park appare nell'episodio pilota della serie televisiva degli anni novanta Flash, recitata da Mariko Tse, chiedendo alla polizia di Central City circa la risposta ai recenti attacchi delle gang. Tuttavia, non c'è nessuna relazione con i Flash della serie, dovuto principalmente al fatto che il Flash della serie non è Wally West bensì Barry Allen.
Linda Park compare anche nella serie The Flash del 2014, come giornalista sportiva e qui ha una breve relazione con Barry Allen.
Nella storia per bambini basata sulla serie animata della Justice League, Linda Park appare in Giustizia Rossa di Michael Teitelbaum. Ha un appuntamento con Wally West, che però finisce male a causa della sua pessima abilità nel concentrarsi.